# Santo Stefano (Venedig)

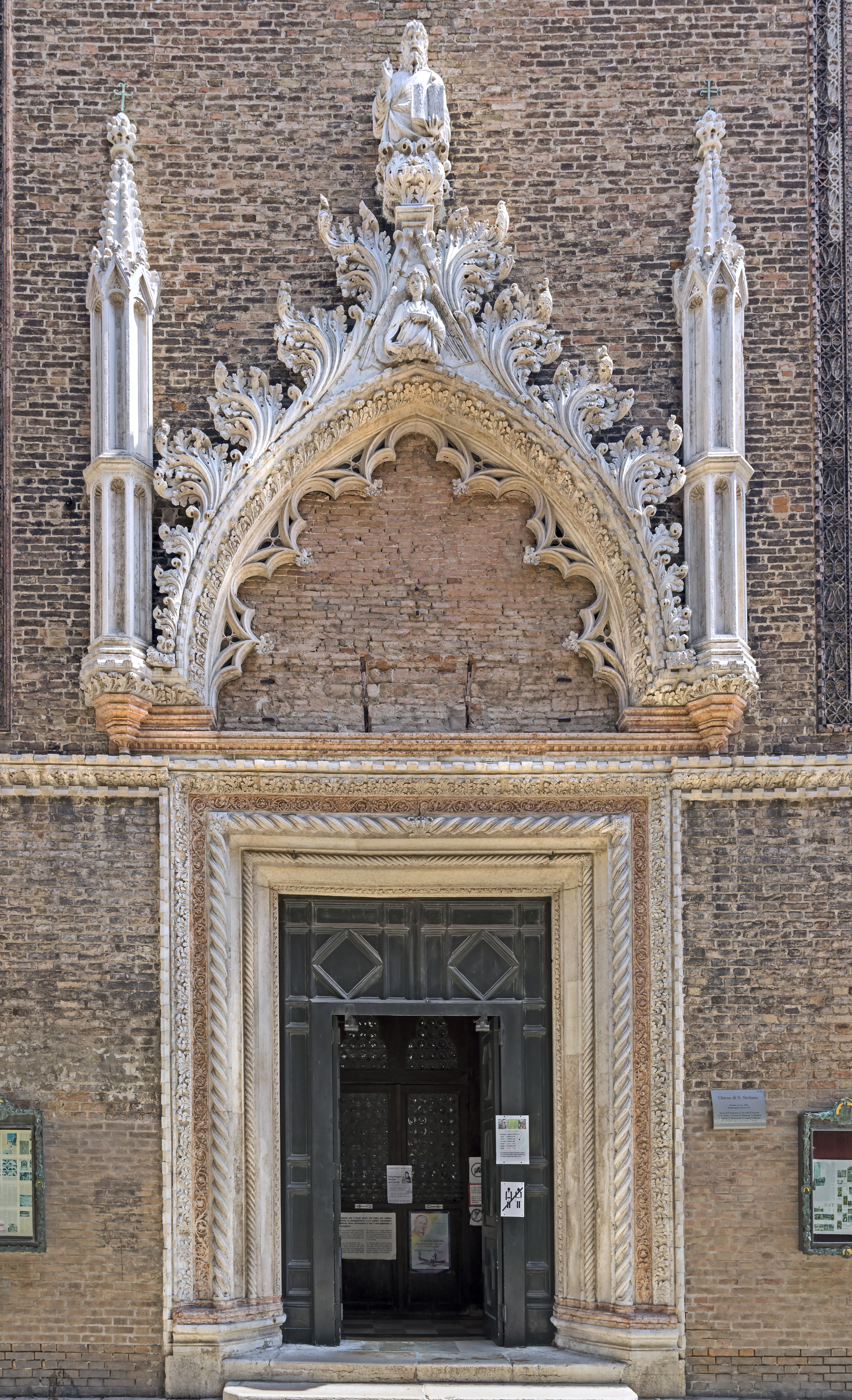
Hauptportal von Santo Stefano

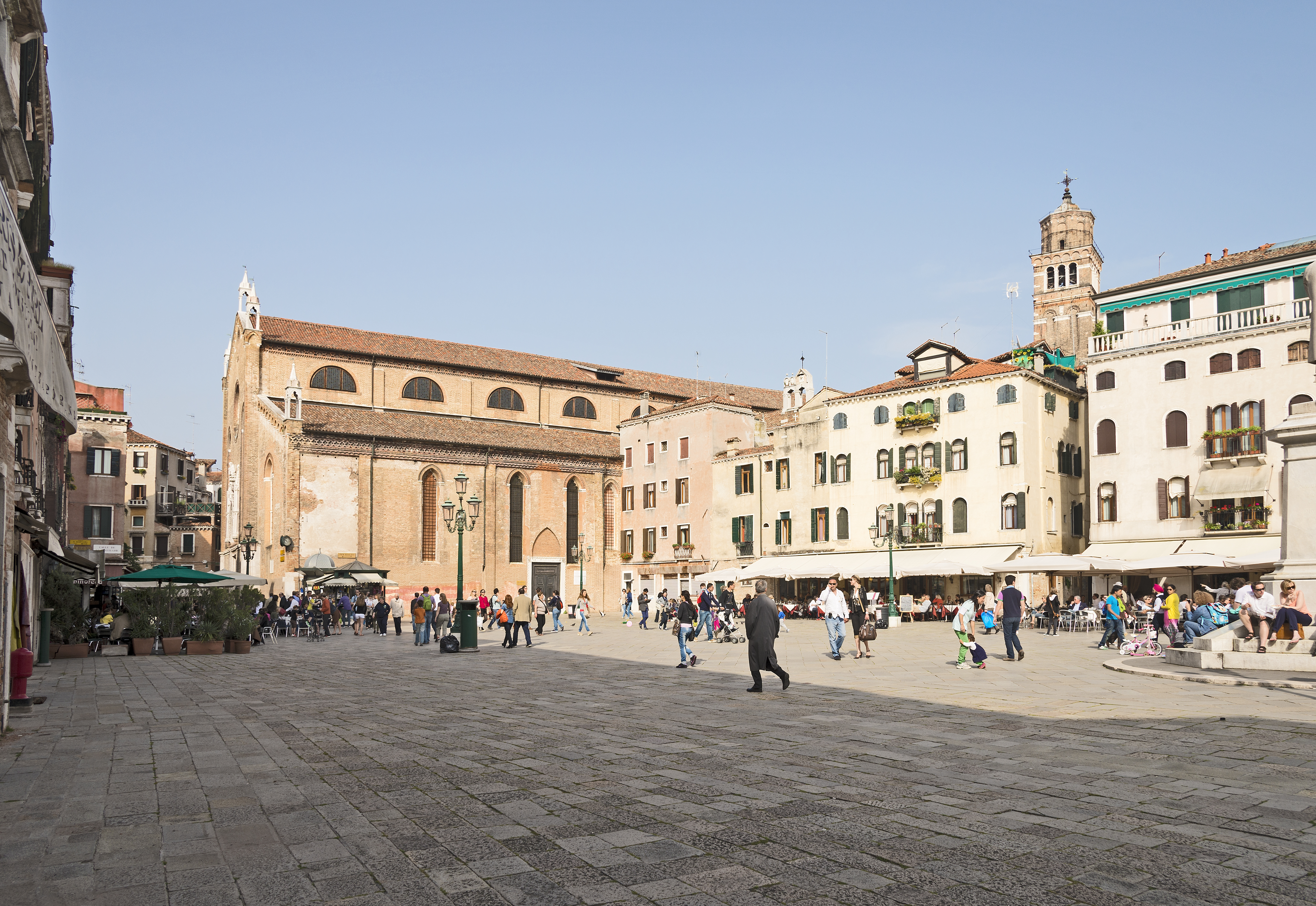
Die Kirche am Campo Santo Stefano

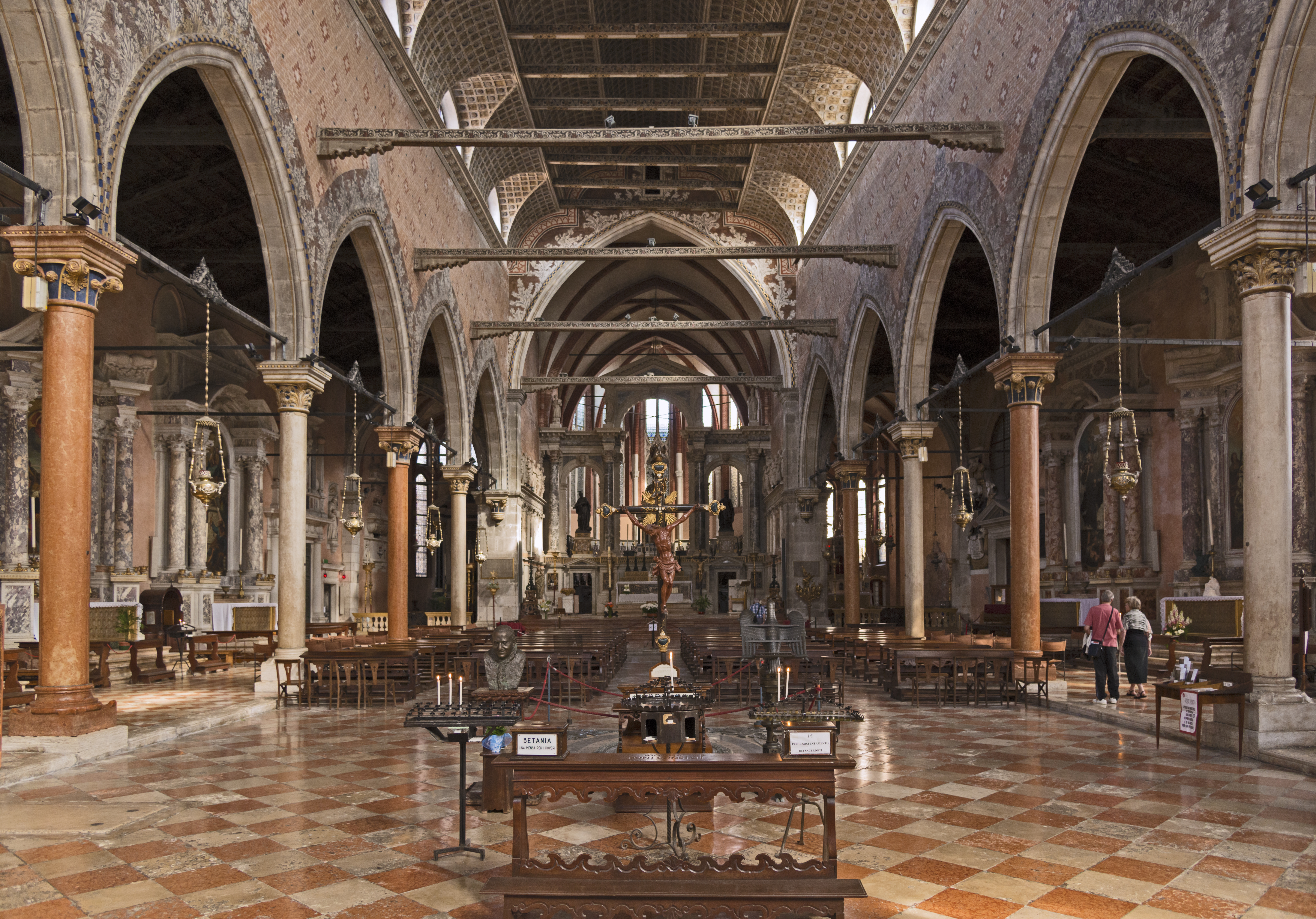
Der Innenraum

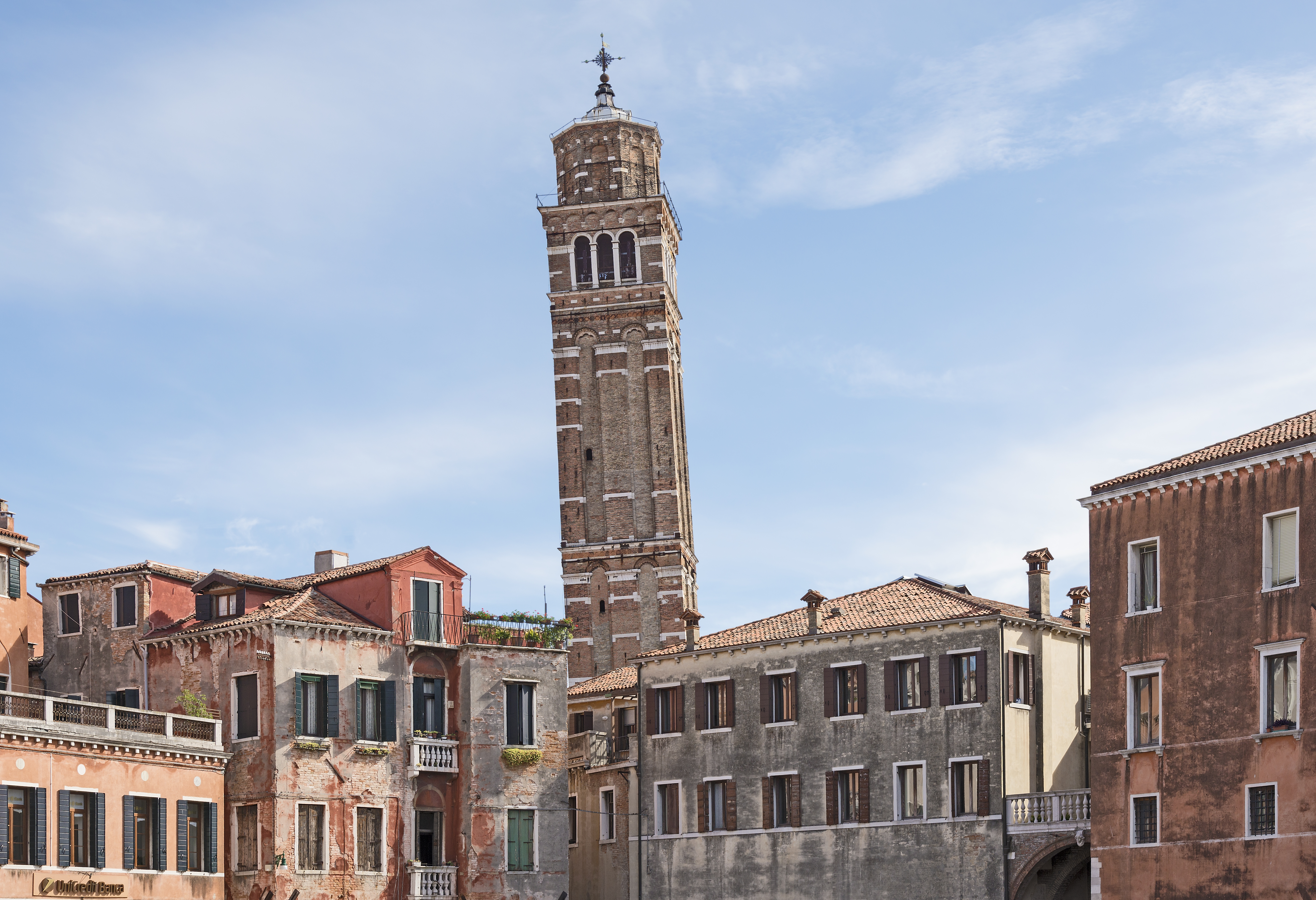
Der schiefe Glockenturm (Campanile) der Kirche

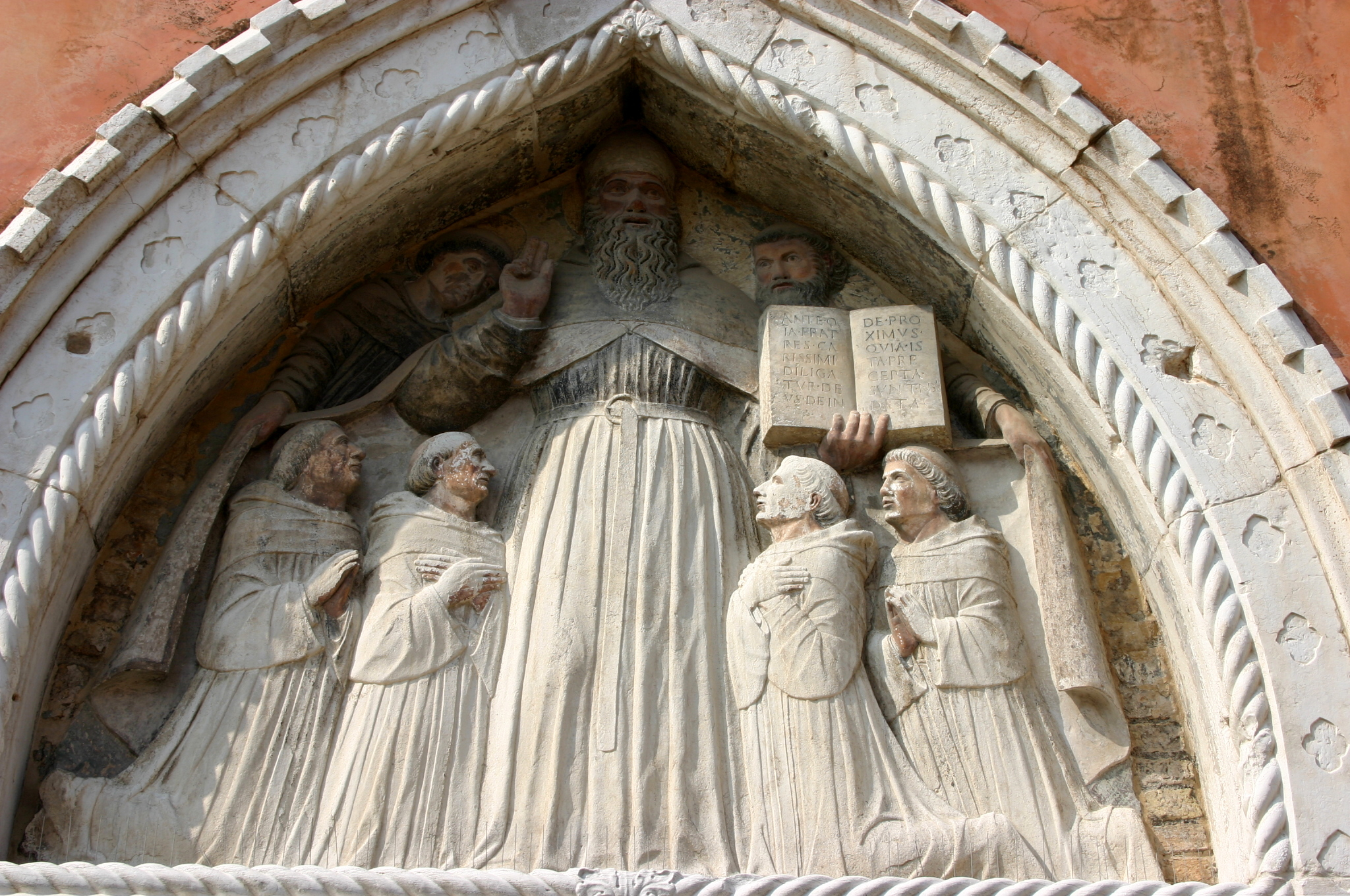
Portaltympanon des Konventsgebäudes: Der hl. Augustinus, umgeben von Augustiner-Eremiten; in seiner Hand ein Buch mit dem Anfang der Augustinusregel.

Die Chiesa di Santo Stefano ist eine katholische Pfarrkirche in Venedig. Sie liegt im Stadtteil San Marco am Campo Santo Stefano. In ihrer heutigen Form stammt die Kirche aus dem 15. Jahrhundert.

## Geschichte
Die Kirche wurde im Jahre 1294 von Mönchen der Augustinerklause von Sant’Anna di Castello gegründet und dem Hl. Augustinus sowie dem Hl. Stephanus geweiht. Der erste Bau wurde nicht vor 1325 beendet. Zu Beginn des 15. Jahrhunderts wurde zwar die dreischiffige Grundstruktur des Gebäudes belassen, dennoch aber größere Veränderungen getätigt, die das Aussehen der Kirche bis heute prägen. Vor allem wurde der angrenzende Kanal Rio del Santissimo überbaut, so dass das Presbyterium sich seither über dem Kanal befindet. Man kann bis heute mit einem Boot unter der Kirche hindurchfahren. Padre Jacopo (Giacomo) Fiorelli Ließ 1665–1680 den Kreuzgang erweitern, der nach einem Brand im Jahr 1529 unter Gabriele della Volta errichtet worden war, wie sich aus Schriftzügen an den Fenstern ablesen lässt.

### Campo Santo Stefano
Der nach der Kirche benannte Campo Santo Stefano ist einer der größten Plätze Venedigs und hatte seit jeher eine gewisse Bedeutung (zwischendurch hieß dieser Platz auch Campo Francesco Morosini, benannt nach dem gleichnamigen Dogen Francesco Morosini). Bis 1802 fand hier die Stierhatz statt, die wegen eines Unglücks in diesem Jahr abgeschafft wurde. Zwischen 1807 und 1809 befand sich der Markt Venedigs an dieser Stelle. Ursprünglich war die Fläche des Campo mit Gras bewachsen, lediglich eine Listone genannte breite Allee in der Mitte war gepflastert. Von daher leitet sich der venezianische Ausdruck andar al liston für spazieren gehen ab. Heute befindet sich in der Mitte des Platzes ein Denkmal für Niccolò Tommaseo. Weitere bedeutende Gebäude am Campo sind der Palazzo Loredan (Sitz des Istituto Veneto di Scienze, Lettere ed Arti), der Palazzo Morosini und der Palazzo Pisani.

### Scuola dei Laneri di Santo Stefano
Gegenüber dem Hauptportal der Kirche befindet sich die einstige Scuola dei Laneri di Santo Stefano. Sie war Sitz einer Bruderschaft des hl. Stephanus, deren Mitglieder hauptsächlich Wollweber (Laneri) waren. Die Scuola besaß einst einen Zyklus von fünf Gemälden mit Darstellungen aus dem Leben des hl. Stephanus von Vittore Carpaccio. Seit 1806 ist das Gebäude säkularisiert.

## Baubeschreibung
Santo Stefano ist eine der bedeutendsten spätgotischen Kirchen Venedigs. Sie kehrt dem Platz ihre Seitenfassade zu, während die schöne Hauptfassade einer schmalen Gasse zugewendet liegt, so dass deren Aussehen und Dimension nur schwer erkennbar ist. Diese Hauptfassade lässt die unterschiedlich hohen Kirchenschiffe erkennen. Hervorstechend ist das Portal mit seinem gotischen Spitzbogen, dem reichen Blätterschmuck, einer Engelfigur und dem auf dem höchsten Punkt thronenden Gott Vater, das Bartolomeo Bon zugeschrieben wird. Der 60 Meter hohe schiefe Kirchturm neigt sich um zwei Meter zur Seite.
Die helle und geräumige Kirche besteht im Inneren aus drei durch Apsiden abgeschlossenen Schiffen, die durch weite Spitzbögen untergliedert sind. Diese tragen rote Marmorsäulen aus Verona, deren Kapitelle unterschiedlich bemalt sind. Roter und weißer rautenförmiger Freskenschmuck erinnert an den Dogenpalast. Von besonderer Bedeutung ist die hölzerne, reich geschmückte fünfpässige Schiffskieldecke. Ein schönes hölzernes Chorgestühl befand sich ursprünglich im Mittelschiff vor dem Hauptaltar, wurde aber abgetragen und teilweise an den Wänden des Presbyteriums wieder aufgestellt. Die Altäre der Kirche stammen großteils aus dem 17. und 18. Jahrhundert.
Der Kirche angeschlossen ist die Hauptsakristei, die einige Kunstwerke großen Wertes besitzt. In erster Linie handelt es sich dabei um die Gemälde Christus am Ölberg, Letztes Abendmahl und Fußwachung Christi von Jacopo Tintoretto. Weitere Gemälde sind die beiden Darstellungen des Hl. Nikolaus und des Hl. Laurentius von Bartolomeo Vivarini, sowie drei Szenen der Geburt Christi, der Anbetung der Könige und des Bethlehemitischen Kindermordes von Gaspare Diziani und ein bemaltes Kruzifix von Paolo Veneziano. Im Kreuzgang befinden sich Skulpturen von Jacobello und Pierpaolo della Masegne, Tullio Lombardo und ein Grabmal von Antonio Canova für Giovanni Falier (1808). Die Schatzkammer birgt Kirchengerät vom Mittelalter bis zur Barockzeit.
In der Kirche befinden sich zahlreiche Gräber, darunter von Giovanni Gabrieli sowie der Dogen Andrea Contarini und Francesco Morosini.